# Queen II Tour
De Queen II Tour is de tweede tournee van de Engelse rockgroep Queen ter promotie van het album Queen II. In deze tour stond in het Verenigd Koninkrijk de band Nutz in het voorprogramma van Queen, behalve in Aylesbury waar Fruupp in het voorprogramma stond. In de Verenigde Staten stond Queen op hun beurt in het voorprogramma van Mott the Hoople. In Denver stond Tombstone in het voorprogramma van Queen, in Harrisburg was dit Aerosmith.
Het concert in het Rainbow Theatre op 31 maart was gefilmd en uitgebracht op het livealbum Queen: Live at the Rainbow '74 in 2014.
Na de show op 11 mei waren meer shows gepland, maar deze werden afgelast nadat hepatitis was geconstateerd bij gitarist Brian May.

## Gespeelde muziek
1. Procession
2. Father to Son
3. Ogre Battle
4. White Queen (As It Began)
5. Doin' All Right
6. Son and Daughter
7. Keep Yourself Alive
8. Liar
9. Jailhouse Rock
10. Shake Rattle and Roll
11. Stupid Cupid
12. Be Bop a Lula
13. Jailhouse Rock (reprise)
14. Big Spender
15. Modern Times Rock 'n' Roll

### Minder voorkomende nummers
1. Great King Rat (Verenigd Koninkrijk)
2. Hangman (Verenigd Koninkrijk)
3. Seven Seas of Rhye
4. Bama Lama Bama Loo
5. See What a Fool I've Been

## Tourdata

### Verenigd Koninkrijk
- 1 maart 1974 - Blackpool, Verenigd Koninkrijk - Winter Gardens
- 2 maart 1974 - Aylesbury, Verenigd Koninkrijk - Friars
- 3 maart 1974 - Plymouth, Verenigd Koninkrijk - Guildhall
- 4 maart 1974 - Paignton, Verenigd Koninkrijk - Festival Hall
- 8 maart 1974 - Sunderland, Verenigd Koninkrijk - Locarno
- 9 maart 1974 - Cambridge, Verenigd Koninkrijk - Corn Exchange
- 10 maart 1974 - Croydon, Verenigd Koninkrijk - Greyhound
- 12 maart 1974 - Dagenham, Verenigd Koninkrijk - Dagenham Roundhouse
- 14 maart 1974 - Cheltenham, Verenigd Koninkrijk - Misto Hall
- 15 maart 1974 - Glasgow, Verenigd Koninkrijk - Queen Margaret Union, University of Glasgow
- 16 maart 1974 - Stirling, Verenigd Koninkrijk - University
- 19 maart 1974 - Cleethorpes, Verenigd Koninkrijk - Winter Gardens
- 20 maart 1974 - Manchester, Verenigd Koninkrijk - University
- 22 maart 1974 - Canvey Island, Verenigd Koninkrijk - The Paddocks
- 23 maart 1974 - Cromer, Verenigd Koninkrijk - Links Pavilion
- 24 maart 1974 - Colchester, Verenigd Koninkrijk - Woods Leisure Centre
- 26 maart 1974 - Isle of Man, Verenigd Koninkrijk - Douglas Palace Lido
- 28 maart 1974 - Aberystwyth, Verenigd Koninkrijk - University
- 29 maart 1974 - Penzance, Verenigd Koninkrijk - The Garden
- 30 maart 1974 - Taunton, Verenigd Koninkrijk - Century Ballroom
- 31 maart 1974 - Londen, Verenigd Koninkrijk - Rainbow Theatre
- 2 april 1974 - Birmingham, Verenigd Koninkrijk - Barbarella's

### Verenigde Staten
- 16 april 1974 - Denver, Colorado, Verenigde Staten - Regis College
- 17 april 1974 - Kansas City, Missouri, Verenigde Staten - Memorial Hall
- 18 april 1974 - Saint Louis, Missouri, Verenigde Staten - Kiel Auditorium
- 19 april 1974 - Oklahoma City, Oklahoma, Verenigde Staten - Fairgrounds Appliance Building
- 20 april 1974 - Memphis, Tennessee, Verenigde Staten - Mid South Coliseum
- 21 april 1974 - New Orleans, Louisiana, Verenigde Staten - St. Bernard Parish Civic Auditorium
- 26 april 1974 - Boston, Massachusetts, Verenigde Staten - Orpheum Theatre
- 27 april 1974 - Providence, Rhode Island, Verenigde Staten - Palace Theatre
- 28 april 1974 - Portland, Maine, Verenigde Staten - Exposition Hall
- 1 mei 1974 - Harrisburg, Pennsylvania, Verenigde Staten - Farm Arena
- 2 mei 1974 - Allentown, Pennsylvania, Verenigde Staten - Agricultural Hall
- 3 mei 1974 - Wilkes-Barre, Pennsylvania, Verenigde Staten - Kings College
- 4 mei 1974 - Waterbury, Connecticut, Verenigde Staten - Palace Theatre
- 7, 8, 9, 10, 10 en 11 mei 1974 - New York, Verenigde Staten - Uris Theatre